# Бад Шултс
Бад Шултс (англ. Bud Schultz; нар. 21 серпня 1959) — колишній американський тенісист.
Найвищу одиночну позицію світового рейтингу — 40 місце досяг 24 березня 1984, парну — 128 місце — 28 липня 1986 року.
Найвищим досягненням на турнірах Великого шолома було 3 коло в одиночному розряді.

## Фінали ATP

### Одиночний розряд (1 поразка)
| Результат | W/L | Дата     | Турнір                | Покриття | Суперник     | Рахунок            |
| --------- | --- | -------- | --------------------- | -------- | ------------ | ------------------ |
| Поразка   | 0–1 | Січ 1986 | Окленд, Нова Зеландія | Тверде   | Марк Вудфорд | 4–6, 3–6, 6–3, 4–6 |

### Парний розряд (2 поразки)
| Результат | W/L | Дата     | Турнір                          | Покриття | Партнер       | Суперники                     | Рахунок  |
| --------- | --- | -------- | ------------------------------- | -------- | ------------- | ----------------------------- | -------- |
| Поразка   | 0–1 | Жов 1985 | Брисбен, Австралія              | Килим    | Вен Тестермен | Мартін Девіс Бред Дрюетт      | 2–6, 2–6 |
| Поразка   | 0–2 | Січ 1988 | Sydney International, Австралія | Трава    | Джой Райв     | Даррен Кейгілл Марк Кратцманн | 6–7, 4–6 |